# Kong Tau Pai
Kong Tau Pai (kinesiska: 光頭排, 光头排) är en ö i Hongkong (Kina). Den ligger i den östra delen av Hongkong.